# Amata basithyris
Amata basithyris là một loài bướm đêm thuộc phân họ Arctiinae, họ Erebidae.